# Albert Bosch i Fustegueras
Albert Bosch i Fustegueras (Tortosa, 26 de desembre de 1848 – Madrid, 13 de maig de 1900) fou un polític català, diputat a les Corts Espanyols i ministre durant la restauració borbònica.

## Biografia
Era fill de Miquel Bosch i Julià (1818-1879), metge de Martorell establert a Tortosa i d'Antònia Fustegueras i Bagà natural de Tortosa. Va realitzar els seus estudis secundaris a Madrid, iniciant després les carreres d'Enginyeria de Camins, Canals i Ports, de la qual es llicencià, de Ciències Exactes, de la que es doctorà, i de Dret, de la que es llicencià en les especialitats de Dret Civil i Canònic. Tenia la condecoració de Caballero de la Real Orden de Carlos III.
Fou professor de ciència matemàtica a la Universitat Central de Madrid. El 1876 presidí l'Academia Jurídica, iniciant el curs amb el discurs Noción de Estado, publicat el mateix any com a fullet. El 1882, junt amb altres lletrats, va elaborar un informe per encàrrec de la Compañía Transatlántica, en el que s'analitzava el plet sostingut per aquesta amb el marquès de Campo per a la concessió del servei de vapors-correus a les Antilles. El 1876 va crear a Tortosa la Sociedad Económica Dertosense de Amigos del País.
La seva carrera política es va iniciar el 1873 a l'ingressar en el Partit Conservador amb el qual va obtenir acta de diputat pel districte de Roquetes a les eleccions generals espanyoles de 1876, 1879 i 1881, per a passar en 1886 a ser nomenat senador per la Societat Econòmica de Madrid, de la que n'era soci des de 1869. El març de 1880 va ser nomenat cap superior d'administració de la Direcció General d'Establiments Penals, càrrec en el qual hi romandria sols un mes. El gener de 1882 passa a formar part d'una comissió oficial, depenent del Ministeri d'Ultramar, encarregada d'estudiar les mesures necessàries per canalitzar l'arribada d'immigrants a les colònies espanyoles. El febrer de 1883 se l'anomena vocal de la comissió central espanyola de l'Exposició Colonial d'Amsterdam. L'agost de 1884 és nomenat delegat especial del Govern per al servei sanitari del País Valencià i, després, sotssecretari del ministeri de la Governació. El novembre de 1884 despatxa interinament els afers de la Direcció General de Beneficència i Sanitat. El febrer següent, torna a ocupar-se de la sotssecretari de Governació i després s'encarrega interinament de la Direcció General de Correus.
A les eleccions generals espanyoles de 1884 torna al Congrés en representació d'Albacete, però el 1886 es va unir al grup de Francisco Romero Robledo i va perdre l'escó. A les eleccions de 1891 fou novament diputat per Roquetes. El 1892 és nomenat senador vitalici.
Fou alcalde de Madrid en 1885 i entre 1891 i 1892, en la seva primera etapa al capdavant de l'Ajuntament madrileny una epidèmia de còlera va assolar la capital i la seva destacada lluita per a acabar amb la malaltia va fer que fos nomenat fill predilecte i adoptiu de Madrid. Va ser ministre de Foment entre el 23 de març i el 14 de desembre de 1895, data en la qual es va veure obligat a dimitir a causa de les manifestacions multitudinàries que es van celebrar en la seva contra motivades per un escàndol sobre els pressupostos municipals.
Fou acadèmic de la Reial Acadèmia de Ciències Exactes, Físiques i Naturals entre 23 de març de 1890 i el 13 de maig de 1900.

## Obres
- Estudios trigonométricos (1875)
- Aplicaciones de las matemáticas a las ciencias morales y políticas (1890)
- Manual de astronomía popular (1896)
- La agricultura española en el siglo XIX (1883)
- Colección de discursos políticos (1889).